# 慕舆泥
慕輿泥，五胡十六国時代前燕人物。
慕輿泥出仕鮮卑慕容部大人慕容皝，担任柳城城大。
334年二月，段部大人段遼之弟段蘭和慕容翰攻打柳城。慕輿泥和柳城都尉石琮力战守防戦，段蘭等人不克城池，撤退。段辽大怒，责怪段兰等人，指示他们一定要攻下柳城。段蘭等人再次进攻，兵士全副重装，调动飛梯四面同時进攻。日夜不停地进攻，但由于慕輿泥、石琮的拼命防守，段蘭部下伤亡一千多人，无法攻下柳城。
他被任命为盪寇将軍。
339年4月、前軍師慕容評、广威将軍慕容軍、折衝将軍慕輿根攻打後趙的遼西，俘虏千余户撤退。後趙镇远将军石成、積弩将軍呼延晃、建威将軍張支追击，慕輿泥等人反击，击败呼延晃、張支。
他被任命为轻車将軍。
342年十一月，前燕軍攻打高句麗，高句麗故国原王单騎敗走。慕輿泥在后追击，俘获了故国原王之母周氏及其妻子，撤军。
350年二月，前燕軍攻打後趙，慕輿泥由槎山通道。
被任命为平北将军，封武強公。
367年七月，代王拓跋什翼犍攻入前燕，皇帝慕容暐命慕輿泥率幽州兵，镇守雲中。
八月，代軍进攻云中，慕輿泥弃城而逃。